# Алейникова, Ольга Витальевна
О́льга Вита́льевна Але́йникова (род. 10 ноября 1951, Ленинград) — белорусский педиатр-онкогематолог, организатор здравоохранения, доктор медицинских наук (1999), профессор (2003), член-корреспондент Национальной академии наук Беларуси (2009), директор Государственного учреждения «Республиканский научно-практический центр детской онкологии, гематологии и иммунологии». Заслуженный деятель науки Республики Беларусь (2014).

## Биография
Родилась в семье служащих; в 1969 окончила среднюю школу № 64 г. Минска. В 1975 окончила педиатрический факультет Минского государственного медицинского института, в 1976 — интернатуру по специальности педиатрия. В 1976—1996 работала в 1-й клинической больнице Минска: педиатром, с 1978 — педиатром-гематологом, с ноября 1986 — заведующей детским гематологическим отделением, с 1992 — заместителем главного врача по детской онкогематологии.
Со 2 июня 1996 — директор Государственного учреждения «Республиканский научно-практический центр детской онкологии, гематологии и иммунологии».
На 01.07.2021 Главный научный сотрудник ГУ РНПЦ ДОГИ.
В 1998 году ей присвоена высшая квалификационная категория по специальности врач-педиатр, а в 2001 году — высшая категория по организации здравоохранения. 

## Научная деятельность
В 1989 защитила кандидатскую диссертацию на тему «Гормональный статус, содержание калия в миелокариоцитах у детей с острым лимфобластным лейкозом», в декабре 1999 — докторскую диссертацию на тему «Новые технологии в лечении острых лейкозов у детей» (в НИИ детской гематологии МЗ РФ, Москва). Докторская диссертация явилась результатом многолетней работы по внедрению новых высокоэффективных технологий диагностики и лечения онкогематологических заболеваний у детей в Беларуси, имела широкий международный резонанс и послужила основой для создания современных протоколов лечения, в том числе и совместно с НИИ детской гематологии Минздрава РФ и Всероссийского онкологического научного центра РАМН.
В 2004—2011 — председатель Учёного медицинского совета Министерства здравоохранения Республики Беларусь. В 2003 присвоено ученое звание «профессор» по специальности «клиническая медицина». С 2006 — член экспертного совета ВАК по специальности 14.0014 — онкология (медицинские науки). В 2009 году избрана членом-корреспондентом Национальной академии наук Беларуси.
Является членом научных обществ:
- Международного общества детских онкологов[англ.] (SIOP),
- Европейского общества детских гематологов и иммунологов (ESPHI),
- Европейского общества трансплантологов костного мозга (EBMT).

Состоит членом редколлегии журналов:
- «Cellular Therapy and Transplantation»(CTT)(Россия-Германия),
- «Вопросы гематологии/онкологии и иммунологии в педиатрии» (Россия),
- «Онкогематология» (Москва),
- «Детская онкология» (Российская АМН),
- «Онкологический журнал» (Беларусь),
- «Весцi Нацыянальной Акадэмii Навук Беларусi»,
- «Педиатрия и детская хирургия» (Казахстан).

Является членом редакционного совета журнала «Онкопедиатрия» (Россия)
Главный редактор журнала «Гематология и трансфузиология. Восточная Европа» (Беларусь-Украина-Россия).
Наиболее значимые результаты деятельности:
- Создание белорусской школы детской онкологии/гематологии,
- Создание системы популяционной регистрации детского рака, интегрированной в международную сеть,
- Срганизация высокоэффективной службы детской онкологии и гематологии, позволившей достичь результатов мирового уровня в лечении злокачественных новообразований у детей.

Ею подготовлено 12 кандидатов медицинских наук и 3 доктора медицинских наук, опубликовано более 500 печатных работ, в том числе 6 монографий, получено 6 патентов.

### Избранные научные труды
- Алейникова О. В. Особенности гормонального и электролитного статуса, содержания калия в миелокариоцитах у детей, больных острым лейкозом: Автореф. дис. … канд. мед. наук. — Минск, 1989. — 18 с.
- Петрович С.В., Алейникова О. В. Эпидемиология злокачественных новообразований у детей;. — Мн.: Бел. Наука, 2004. — 170 с.
- Алейникова О.В., Савва Н.Н., Федорова А.С., Бегун И.В., Коновалов Д.М., Анищенко В.В. Технология визуализации в медицине. В 3-х книгах. Книга 1. Диагностика лимфом у детей. — Минск: ОИПИ НАН Беларуси, 2007. — 246 с. — 150 экз.
- Алейникова О.В., Савва Н.Н., Углова Т.А., Конопля Н.Е., Белевцев М.В., Анищенко В.В. Технология визуализации в медицине. В 3-х книгах. Книга 2. Диагностика лейкозов и опухолей ЦНС у детей. — Минск: ОИПИ НАН Беларуси, 2007. — 246 с. — 150 экз.
- Савва Н.Н., Зборовская А.А., Алейникова О.В. Злокачественные новообразований у детей Республики Беларусь: заболеваемость, выживаемость, смертность, паллиативная помощь;. — Минск: РНМБ, 2008. — 260 с.[2]

## Педагогическая деятельность
В 2002 избрана профессором кафедры клинической гематологии и трансфузиологии по курсу детской гематологии БелМАПО. С 2005 по 2011 — заведующая кафедрой детской онкологии и гематологии БелМАПО.

## Награды и достижения
- Международная премия Отто Хана (1992) — за вклад в лечение детей, пострадавших от аварии на Чернобыльской АЭС;
- Почётная Грамота Совета Министров Республики Беларусь (1997) — за введение в строй Республиканского научно-практического центра детской онкологии и гематологии;
- знак «Отличник здравоохранения Республики Беларусь» (1999)
- Большой почётный знак «За заслуги перед Австрийской Республикой» (2004) — за развитие онкологической помощи детям[3];
- Почётная Грамота Национального собрания Республики Беларусь (2006) — за личный вклад в организацию и развитие службы детской онкологии, гематологии и трансплантологии в Республике Беларусь и значительные успехи, достигнутые в лечении злокачественных новообразований у детей;
- Медаль «За трудовые заслуги» (2009) — за значительный личный вклад в организацию и развитие службы детской онкологии, гематологии и трансплантологии, развитие научных исследований по разработке новых эффективных методов лечения детского рака, значительные успехи в лечении злокачественных новообразований у детей;
- грамота Патриаршего Экзарха Православной Церкви (2011);
- Почетное звание «Заслуженный деятель науки Республики Беларусь» (2014).

В 2008 г. коллективу Республиканского научно-практического центра детской онкологии и гематологии, возглавляемому О. В. Алейниковой, была присуждена премия «За духовное возрождение» за активную подвижническую деятельность в гуманитарной отрасли.